# Otmar Bernhard

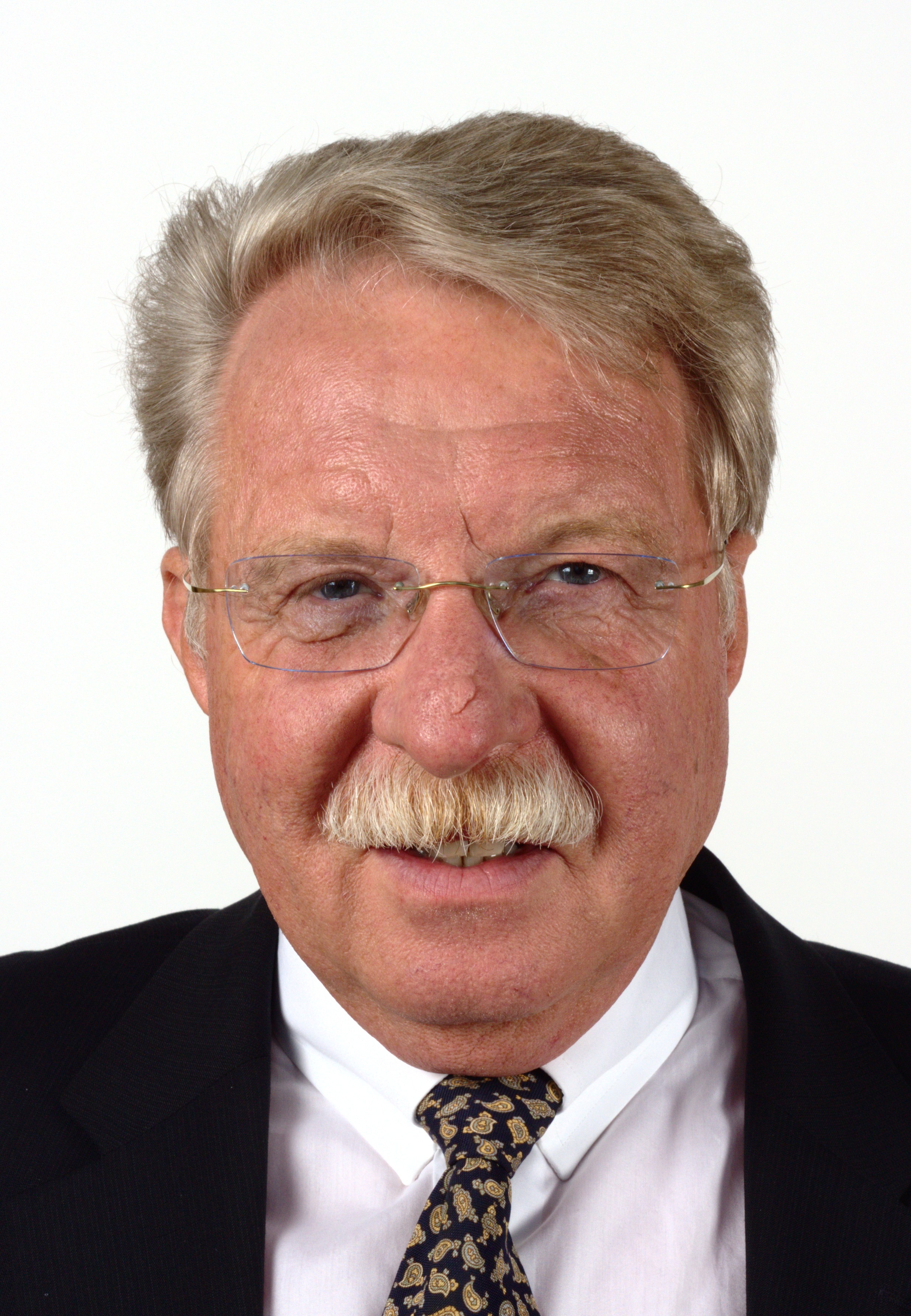
Otmar Bernhard

Otmar Bernhard (* 6. Oktober 1946 in München) ist ein bayerischer Landespolitiker (CSU) und ehemaliges Mitglied des bayerischen Landtages. Er war von 2005 bis 2007 Staatssekretär und von 2007 bis 2008 Bayerischer Staatsminister für Umwelt, Verbraucherschutz und Gesundheit.

## Leben

### Ausbildung
Otmar Bernhard bestand 1966 am Ludwigs-Gymnasium im Münchner Stadtbezirk Sendling-Westpark sein Abitur und studierte danach Rechtswissenschaft an der Ludwig-Maximilians-Universität München. 1975 legte er die zweite juristische Staatsprüfung ab und promovierte 1976 zum Thema „Vorschläge zur Neuordnung des Baubodenmarktes und ihre Vereinbarkeit mit dem Grundgesetz“. Danach trat Bernhard in den höheren Verwaltungsdienst des Freistaats Bayern ein.
Von 1979 bis 1987 war Bernhard Büroleiter des Bayerischen Staatsministers für Bundesangelegenheiten und Europafragen, Peter Schmidhuber. 1988 wurde er stellvertretender Geschäftsführer der CSU-Landtagsfraktion und wechselte 1989 als Ministerialrat in das Bayerische Staatsministerium der Finanzen.

### Partei
Er ist seit 1970 Mitglied der CSU. Er war von 1994 bis Dezember 2005 stellvertretender Vorsitzender der CSU-Landtagsfraktion, zuständig für Wirtschafts-, Finanz- und Steuerpolitik. Bernhard war Kreisvorsitzender der CSU München-West von 1999 bis 2004. Am 18. September 2004 wurde er zum Bezirksvorsitzenden der Münchner CSU gewählt, nachdem Monika Hohlmeier im Zusammenhang mit der „Münchner CSU-Affäre“ von diesem Amt zurückgetreten war. Er ist Mitglied der Mittelstands-Union.

### Öffentliche Ämter

#### Bayerischer Landtag
Am 14. Oktober 1990 wurde Otmar Bernhard erstmals für den Stimmkreis München-Pasing zum Mitglied des Bayerischen Landtages gewählt, ein Mandat, das er bis 2018 ununterbrochen innehatte. Seit 1990 führte er den Vorsitz in mehreren Untersuchungsausschüssen, u. a. im Untersuchungsausschuss zur Aufklärung der Vorgänge bei der Landeswohnungs- und Städtebaugesellschaft mbH Bayern (LWS). Außerdem war er von 1990 bis November 2005 Mitglied im Ausschuss für Staatshaushalt und Finanzfragen des Bayerischen Landtages. Bis 2018 war er Mitglied im Ausschuss für Wirtschaft, Infrastruktur, Verkehr und Technologie. 2018 kandidierte er nicht mehr.

#### Staatssekretär
Am 29. November 2005 wurde Bernhard zum Staatssekretär im Bayerischen Staatsministerium für Umwelt, Gesundheit und Verbraucherschutz ernannt und löste in dieser Funktion Emilia Müller ab, die zum selben Zeitpunkt Staatsministerin für Bundes- und Europaangelegenheiten wurde.

#### Staatsminister für Umwelt, Verbraucherschutz und Gesundheit
Von Ministerpräsident Günther Beckstein wurde Bernhard am 16. Oktober 2007 als Nachfolger von Werner Schnappauf zum Staatsminister für Umwelt, Verbraucherschutz und Gesundheit ernannt. Ministerpräsident Horst Seehofer berief ihn nicht erneut in die Staatsregierung, aus der er daher im Oktober 2008 ausschied.

#### Rundfunkrat des Bayerischen Rundfunks
Bernhard ist eines der von der CSU-Landtagsfraktion entsendetes Mitglied im Rundfunkrat des Bayerischen Rundfunks.

### Privates
Otmar Bernhard war in erster Ehe mit Clarita Bernhard verheiratet. Clarita Bernhard starb 1995. Otmar Bernhard ist seit 2003 in zweiter Ehe mit Gisela Mayrhofer verheiratet. Er war bis zu seiner Berufung in die Bayerische Staatsregierung als Rechtsanwalt in München tätig und hat diese Tätigkeit im November 2008 wieder aufgenommen.

## Auszeichnungen
Am 20. Juni 2001 wurde Otmar Bernhard von Ministerpräsident Edmund Stoiber der Bayerische Verdienstorden verliehen. Am 20. Februar 2008 hat Landtagspräsident Alois Glück im Maximilianeum Otmar Bernhard mit der Bayerischen Verfassungsmedaille in Gold ausgezeichnet.

## Zitat
„Otmar Bernhard soll es nun also richten, soll kitten, was in der Münchner CSU auseinandergebrochen ist durch die Machtkämpfe im Münchner Osten und durch den Prozess gegen einstige CSU-Hoffnungen, von denen in der Berufung weiteres Ungemach droht, weil sie dann so richtig auspacken wollen. Otmar Bernhard kann sein neues Amt, in das ihn die Delegierten voraussichtlich Ende September wählen werden, insofern ohne Vorbelastung angehen, als er sich stets herausgehalten [hat] aus den Machtkämpfen, die in der Münchner CSU-Schlangengrube mit viel Inbrunst – und auch einem gewissen Maß an krimineller Energie – geführt wurden.“